# Lockheed JetStar
Il Lockheed JetStar (identificato con la denominazione di fabbrica L-329 e L-1329 e con la designazione militare C-140) è un business jet prodotto dai primi anni sessanta agli anni settanta dalla Lockheed. È stato anche uno dei più grandi velivoli di questa tipologia per molti anni, con dieci posti a sedere più due per i membri dell'equipaggio. Rispetto agli altri jet più piccoli, è dotato di quattro motori montati sul retro della fusoliera e di serbatoi del carburante in stile "pantofola" fissati sotto le ali.